# Reichling (gmina)
Reichling – miejscowość i gmina w Niemczech, w kraju związkowym Bawaria, w rejencji Górna Bawaria, w regionie Monachium, w powiecie Landsberg am Lech, siedziba wspólnoty administracyjnej Reichling. Leży około 15 km na południe od Landsberg am Lech, nad rzeką Lech.

## Demografia
| Rok  | Liczba mieszk. |
| ---- | -------------- |
| 1970 | 1 067          |
| 1987 | 1 272          |
| 2005 | 1 639          |

### Struktura wiekowa
Dane o ludności z 31 grudnia 2008:
| Opis                                | Ogółem | Ogółem | Kobiety | Kobiety | Mężczyźni | Mężczyźni |
| ----------------------------------- | ------ | ------ | ------- | ------- | --------- | --------- |
| Jednostka                           | osób   | %      | osób    | %       | osób      | %         |
| Populacja                           | 1622   | 100    | 805     | 49,63   | 817       | 50,37     |
| Wiek przedprodukcyjny (0–17 lat)    | 367    | 22,63  | 170     | 10,48   | 197       | 12,15     |
| Wiek produkcyjny (18–65 lat)        | 1000   | 61,65  | 492     | 30,33   | 508       | 31,32     |
| Wiek poprodukcyjny (powyżej 65 lat) | 255    | 15,72  | 143     | 8,82    | 112       | 6,91      |

## Polityka
Wójtem gminy jest Margit Horner-Spindler, wcześniej urząd ten obejmował Manfred Mayr, rada gminy składa się z 12 osób.
|      | DG | DGL | Razem |
| 2008 | 7  | 5   | 12    |
| 2002 | 7  | 5   | 12    |

## Oświata
W gminie znajduje się przedszkole (75 miejsc) oraz szkoła (2 klasy).